# 杨志琦
杨志琦（1947年—），湖北汉川麻河镇人。中共党员。中国人民解放军中将。军械工程学院管理工程专业毕业。
1998年8月，任中国人民解放军总参谋部军务部部长。2003年，任济南军区副司令员。2006年，任总参谋长助理。退役后，任中国退役士兵就业创业服务促进会理事长。2016年，任中央军委深化国防和军队改革领导小组下属专家咨询小组组长。
1997年7月，晋升为少将军衔。2005年7月，晋升为中国人民解放军中将军衔。
2008年，担任第十一届全国人大代表。